# Come Clean (álbum)
Come Clean é o álbum de estreia da banda Puddle of Mudd, lançado a 28 de Agosto de 2001.
O álbum atingiu o nº 9 da Billboard 200 e o nº 11 do Top Internet Albums.
| Críticas profissionais                                                      | Críticas profissionais |
| Avaliações da crítica                                                       | Avaliações da crítica  |
| Fonte                                                                       | Avaliação              |
| --------------------------------------------------------------------------- | ---------------------- |
| Allmusic                                                                    | [ 2 ]                  |
| Rolling Stone                                                               | [ 3 ]                  |
| Esta tabela precisa de ser acompanhada por texto em prosa. Consulte o guia. |                        |

## Faixas
1. "Control" – 3:50
2. "Drift & Die" – 4:25
3. "Out of My Head" – 3:43
4. "Nobody Told Me" – 5:22
5. "Blurry" – 5:04
6. "She Hates Me" – 3:37
7. "Bring Me Down" – 4:03
8. "Never Change" – 3:59
9. "Basement" – 4:22
10. "Said" – 4:08
11. "Piss It All Away" – 5:39

### Faixas bónus
- "Abrasive" – 3:14
- "Control" (Acústico) – 4:09

## Créditos
- Wes Scantlin - Vocal, guitarra
- Paul James Phillips - Guitarra, vocal
- Douglas John Ardito - Baixo
- Greg David Upchurch - Bateria, vocal